# آرثر فينتر
آرثر فينتر (4 ديسمبر 1844 في المملكة المتحدة - 31 ديسمبر 1937 في المملكة المتحدة) (بالإنجليزية: Arthur Winter)‏ هو كاهن أنجليكاني ولاعب كريكت بريطاني وبريطاني (وحمل سابقاً جنسية المملكة المتحدة لبريطانيا العظمى وأيرلندا).